# Proclithrophorus mandibularis
Proclithrophorus mandibularis är en stekelart som beskrevs av Vladimir Ivanovich Tobias och Sergey A. Belokobylskij 1981. Proclithrophorus mandibularis ingår i släktet Proclithrophorus och familjen bracksteklar. Inga underarter finns listade i Catalogue of Life.